# Кондаков Іван Лаврентійович
Іван Лаврентійович Кондаков (рос. Иван Лаврентьевич Кондаков; 8 жовтня 1857, Вілюйськ, Якутська область — 14 жовтня 1931) — російський хімік.

## Життєпис
Народився в родині козачого п'ятидесятника, який, вийшовши у відставку як козак, що міг торгувати, накопичів деякі гроші та зміг дати своїм вісьмом синам освіту, в тому числі чотирьом — вищу.
Після закінчення Вілюйського парафіяльного училища та Красноярської чоловічої гімназії, І. Кондаков у 1880 році вступив на природниче відділення фізико-математичного факультету Санкт-Петербурзького університету, де з третього курсу почав працювати у відомого хіміка О. М. Бутлерова.
Після закінчення університету в 1884 році був залишений лаборантом при університеті для підготування до професорського звання. У 1886 році призначений штатним лаборантом при кафедрі хімії Варшавського університету. У період 1886—1895 років викладав на кафедрі фізіології Варшавського університету. У грудні 1894 року в Петербурзькому університеті захистив дисертацію ступіня магістра хімії з темі «Про синтезі під впливом хлористого цинку в ряду жирових сполук». У 1895 році призначений екстраординарним професором фармації Юр'ївського (Дерптського) університету, з 1898 року — ординарний професор.
У 1899 році він відкрив каталітичну полімеризацію диметилбутадієну в синтетичну каучукоподобну речовину. Дослідження Івана Лаврентійовича лягли в основу способу отримання синтетичного каучуку в Німеччині під час Першої світової війни.
У 1921 році читав лекції в Сорбонні, потім працював в Празькому університеті, продовжуючи наукові дослідження з синтетичним каучуком.
Період життя в 1921—1931 роках дослідники умовно називають «елваським»: І. Кондаков мав річний будинок в Елві, куди приїжджав у вільний від навчальної роботи час і на літні канікули. Похований на Елваському кладовищі (Естонія).
У 1957 році в зв'язку з 100-річчям від дня народження І. Кондакова на будинку в Елве, де він жив, відкрито меморіальну дошку, в 1959 році на його могилі встановлено пам'ятник, а в 1977 році у фоє Тартуського університету з'явився барельєф вченого.